# Marcelle Padovani

Marcelle Padovani intervista lo scrittore Leonardo Sciascia a Racalmuto, quest’ultimo in compagnia dell’amico d’infanzia Giuseppe Tulumello

Marcelle Padovani (1947) è una giornalista francese, attiva dagli anni 1970 in Italia.

## Biografia
Nata nel 1947, Marcelle Padovani proviene da una famiglia corsa di origini modeste. Nel novembre del 1970 lascia L'Express per il Nouvel Observateur.

### Carriera giornalistica in Francia
Inizialmente è incaricata di seguire il Partito Comunista Francese e gli altri partiti di sinistra (Gauche Prolétarienne, Ligue Communiste Révolutionnaire, Parti socialiste unifié). Incaricata di seguire le elezioni municipali del 1971, non si occupa più del Partito Socialista, dal momento che sosterrà il CERES, in particolare dopo il congresso di Épinay.
Apprezzando l'avvicinamento a sinistra del CERES e il suo leader che intervista nel novembre del 1971, si iscrive con René Backmann e Lucien Rioux.
Tesse anche legami con François Mitterrand, intervistandolo per il giornale dal 1971 al 1973. Si occupa anche del sociale e dei sindacati, e in particolare della CFDT, di cui intervista uno dei leader dell'estrema sinistra, Frédo Krumnov.

### Carriera giornalistica in Italia
In occasione di alcuni reportage in Italia, conosce e si lega a Bruno Trentin, segretario della CGIL (del quale sarà moglie) e si trasferisce definitivamente in Italia come corrispondente del giornale. Nel 1974 smette di occuparsi della politica interna – ad eccezione di qualche articolo sul PCF – per dedicarsi all'attualità italiana.
Si occupa della sinistra italiana e in particolare del Partito Comunista Italiano, pubblicando tra l'altro La lunga marcia (Calmann-Lévy, 1976). Si occupa anche del gauchismo e del Partito Socialista Italiano, intervistando Bettino Craxi nel luglio del 1976.
Nel maggio 1981 ritorna in Francia per la campagna presidenziale e l'invito di François Mitterrand all'indomani della vittoria indica gli stretti rapporti con il nuovo Presidente della Repubblica francese.
Nel 1991 collabora con Giovanni Falcone alla stesura del libro Cose di Cosa Nostra, edito da Rizzoli.

## Opere
- Leonardo Sciascia, La Sicilia come metafora, intervista di Marcelle Padovani, Milano, Mondadori, 1979, ISBN 88-04-33004-X.
- Marcelle Padovani, Les dernières années de la mafia, Gallimard, 1987.
- Giovanni Falcone, in collaborazione con Marcelle Padovani, Cose di Cosa Nostra, Milano, BUR, 1991.
- Marcelle Padovani, Mafia, mafias, collection Découvertes Gallimard (n° 552), Gallimard, 2009, ISBN 978-2-07-039651-1.